# 巴納姆峰
85°23′S 171°40′W / 85.383°S 171.667°W
巴納姆峰（英語：Barnum Peak）是南極洲的山峰，座標85°23′S 171°40′W，位於羅斯屬地，海拔高度2,940米（9,650英尺），處於拉韋涅冰川口以南，該山峰在1929年11月由美國海軍少將發現，以《標準郵報》（Syracuse Post-Standard）發行人命名。